# 天久保
天久保（あまくぼ）は、茨城県つくば市にある地名。一丁目から四丁目まである。郵便番号は305-0005。

## 地理
つくば市の東部に位置し、筑波研究学園都市研究学園地区中心部に位置する。首都圏新都市鉄道つくばエクスプレスつくば駅（つくばセンター）の北に位置し、小規模な店舗の並ぶ繁華街であると共に、筑波大学筑波キャンパス（北・中・南・西地区）の南、同春日地区（旧・図書館情報大学）および筑波学院大学の北に位置することから、繁華街と学生街の両方の側面を持つ地域である。
地域の東に学園東大通り、西に学園西大通り、南に学園北大通り、北に平塚学園線がある。
北は天王台、南は吾妻、東は妻木（さいき）、西は春日・要と接する。

### 地価
住宅地の地価は、2017年（平成29年）1月1日の公示地価によれば、天久保1丁目8番12の地点で10万3000円/m2となっている。

### 天久保一丁目
つくば駅（つくばセンター）に最も近く、飲食店（居酒屋・バーなど）やカラオケ店が立ち並ぶ。「松見公園」は市内では有名な公園であり、休日を中心に親子連れで賑わう。
- 松見公園
- 筑波メディカルセンター病院
- つくば総合検診センター
- 茨城県立つくば看護専門学校
- セブン-イレブンつくば松見公園店
- つくば市立吾妻中学校
- 天久保大学通り商店街

### 天久保二丁目
筑波大学筑波キャンパスのうち、西地区（宿舎地区・医学地区）が立地する。このため、学生向けのアパートやマンション、食堂などが立地する。
- 筑波大学筑波キャンパス西地区
  - 筑波大学附属病院
- 麗都商事本社
- 天久保公園
- 吉野家
- ローソンストア100筑波大学店

### 天久保三丁目
筑波大学筑波キャンパスの南地区（体育・芸術地区）があり、二丁目と同様に学生向けのアパートやマンションが多数立地している他、平塚学園線沿いに飲食店などの学生向けの商店が多い。古書店やリサイクルショップもある。コンビニエンスストアが3軒ある。戦後開拓によって設置されたかつての松美集落を含む。
- カスミ筑波大学店
- サザコーヒー筑波大学アリアンサ店
- セブン-イレブンつくば平塚店
- ローソン天久保三丁目店
- ミニストップ天久保店
- かつてはトレモントホテルという宿泊施設があった。（現在は取り壊されマンションが建っている）

### 天久保四丁目
学園東大通りの東側にあり、大通り沿いに飲食店がある。北部はアパートなど宅地が多く、南部は筑波技術大学とつくば植物園がある。
- つくば植物園（国立科学博物館筑波実験植物園）
  - 昭和記念筑波研究資料館
- 筑波技術大学天久保キャンパス（産業技術学部）
- すき家つくば天久保店
- 松のやつくば東大通り店
- セブン-イレブン天久保四丁目店

## 地名の由来
旧桜村妻木地区の小字名を大字名（のちに町名）にしたもの。

## 町名の変遷
| 実施後       | 実施年月日         | 実施前（各町名ともその一部）               |
| ------------ | ------------------ | ------------------------------------------ |
| 天久保一丁目 | 1977年（昭和52年） | 新治郡桜村妻木、筑波郡谷田部町東平塚・苅間 |
| 天久保二丁目 | 1977年（昭和52年） | 新治郡桜村妻木、筑波郡谷田部町東平塚・苅間 |
| 天久保三丁目 | 1977年（昭和52年） | 新治郡桜村妻木、筑波郡谷田部町東平塚・苅間 |
| 天久保四丁目 | 1977年（昭和52年） | 新治郡桜村妻木、筑波郡谷田部町東平塚・苅間 |

## 世帯数と人口
2017年（平成29年）8月1日現在の世帯数と人口は以下の通りである。しかし、学生の多くは住民票をつくば市に移していない為、実際の世帯数と人口はこれよりも遥かに多い。
| 丁目        | 世帯数    | 人口    |
| ----------- | --------- | ------- |
| 天久保1丁目 | 545世帯   | 828人   |
| 天久保2丁目 | 1,272世帯 | 1,611人 |
| 天久保3丁目 | 1,003世帯 | 1,146人 |
| 天久保4丁目 | 442世帯   | 554人   |
| 計          | 3,262世帯 | 4,139人 |

## 小・中学校の
市立小・中学校に通う場合、天久保全域が吾妻小学校、吾妻中学校となる。

## 施設

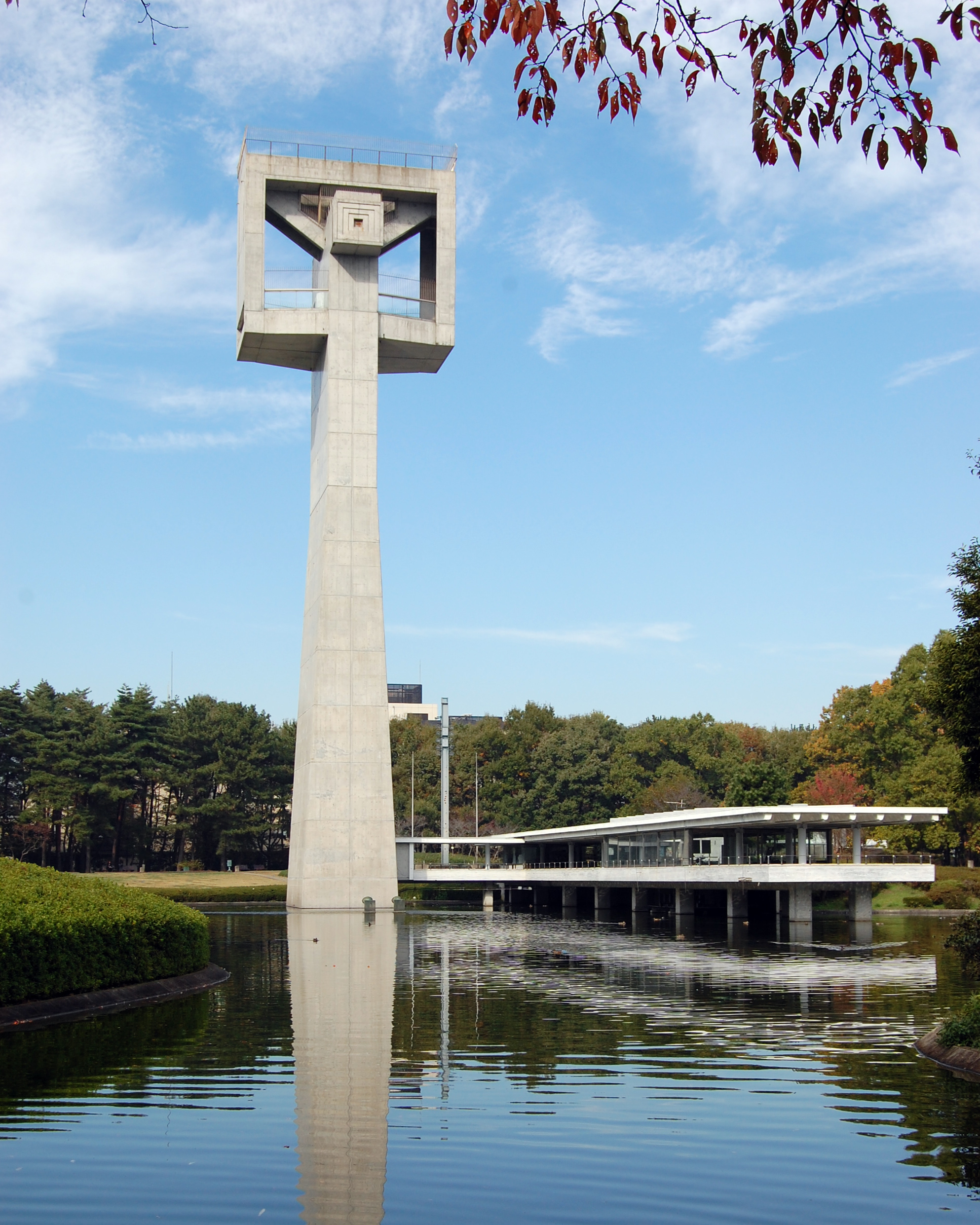
松見タワー(栓抜き)

松見公園
松見池の周囲に広がる都市公園。公園のシンボルとなっている展望塔を含め、公園の全体計画、樹木の選定等菊竹清訓の設計。地上45m。
筑波メディカルセンター病院
つくば市街地にある、総合病院。略称メディセン。松見公園に隣接する。
筑波大学西地区
宿舎地区と医学地区からなる。宿舎地区は北部を平砂（ひらすな）学生宿舎、南部を追越（おいこし）学生宿舎と呼ぶ。医学地区（第4エリア）には、筑波大学医学群の講義棟のほか、筑波大学附属病院がある。
筑波大学南地区
体育・芸術地区（通称：体芸地区、第5・第6エリア）があり、スポーツ施設が数多く立地する。このほか、大学会館の本館と別館がある。
筑波技術大学天久保キャンパス
聴覚障害者を対象とした産業技術学部と大学本部がある。

## 参考資料
- 『新しい学生生活を創るために フレッシュマン・セミナー2008』（発行：筑波大学）
- ツクナビ
- 筑波大学公式サイト
- 筑波大学学生生活課『STUDENTS』
- 「角川日本地名大辞典」編纂委員会『角川日本地名大辞典 8 茨城県』角川書店、昭和58年12月8日、1617pp.